# Oxigenación por membrana extracorpórea

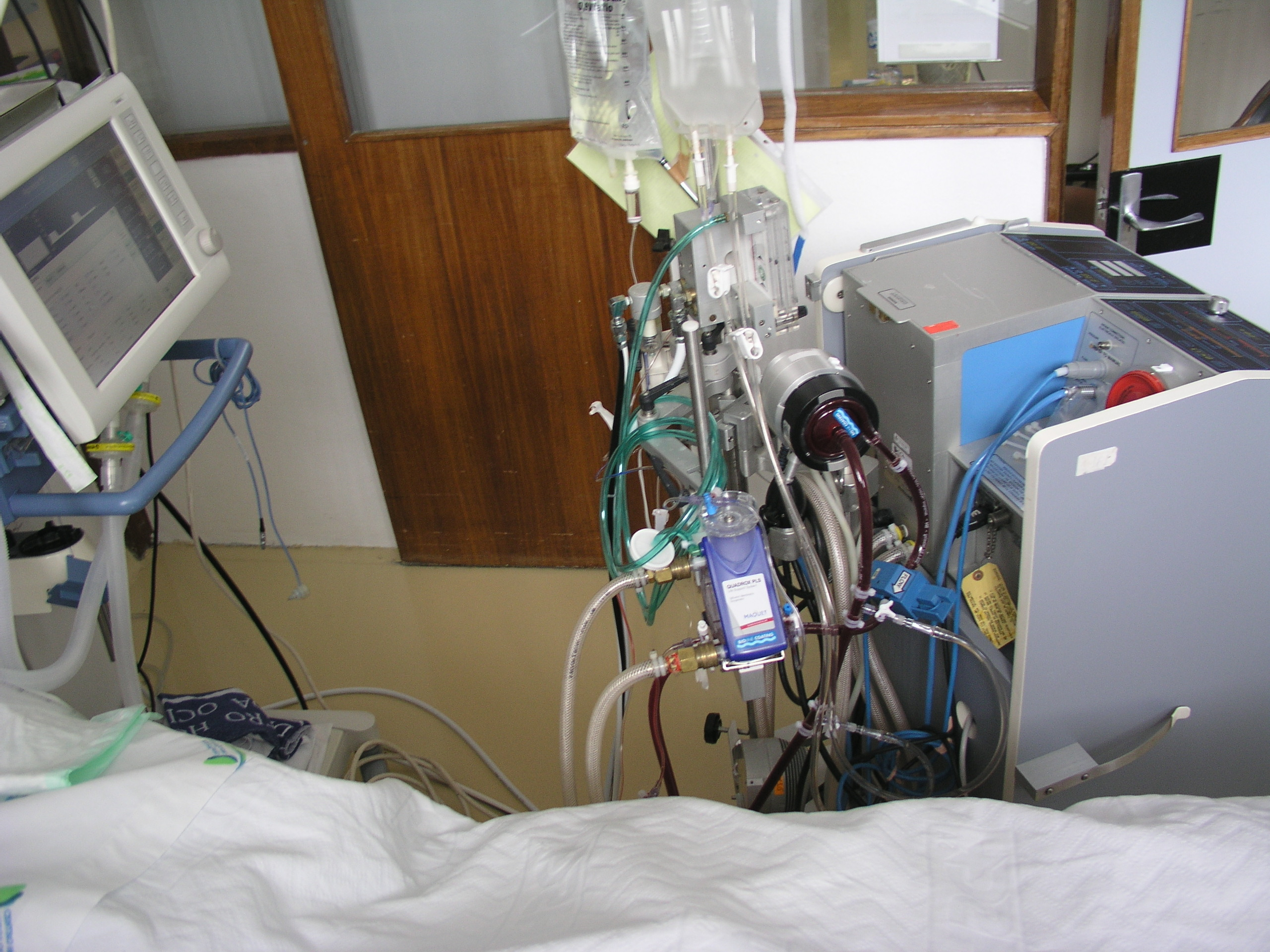
Máquina para el tratamiento ECMO

La oxigenación por membrana extracorpórea (OMEC), también conocida como ECMO por sus siglas en inglés (ExtraCorporeal Membrane Oxygenation), es una técnica extracorpórea para proporcionar soporte cardíaco y respiratorio a pacientes cuyos pulmones y corazón están gravemente dañados y no pueden desarrollar su función normal. La canulación inicial de un paciente que va a recibir el tratamiento con ECMO es realizada por un cirujano o un anestesista; y un perfusionista o especialista en el tratamiento ECMO es el encargado del mantenimiento del paciente. Se requiere una atención constante las 24 horas del día durante el tratamiento con ECMO. 
El tratamiento ECMO puede asegurar durante días o semanas la oxigenación de la sangre, sustituyendo completamente la función de los pulmones y el corazón. Sin embargo, debido a los altos requerimientos técnicos y de personal, a su elevado coste y al riesgo de numerosas complicaciones, el tratamiento ECMO suele ser la última opción de tratamiento, es decir, el último recurso considerado cuando fallan otros tratamientos convencionales como los farmacológicos.

## Tipos
Existen varias formas de ECMO, las dos más comunes son la veno-arterial (VA) y la veno-venosa (VV). En ambas modalidades, la sangre drenada de los vasos sanguíneos es oxigenada en el exterior del cuerpo. En VA ECMO la sangre se devuelve al sistema arterial y en VV ECMO la sangre regresa al sistema venoso. En VV ECMO no se proporciona soporte cardiaco.1

## Resultados
Los resultados clínicos de los pacientes sometidos a ECMO se pueden clasificar según la indicación para el tratamiento con ECMO: insuficiencia respiratoria aguda grave y fallo cardíaco.

### Insuficiencia respiratoria aguda
Con el uso de ECMO para la insuficiencia respiratoria aguda se ha mostrado un aumento considerable de las tasas de supervivencia.

### Fallo cardíaco
La ECMO veno-arterial (VA) es un puente hacia una terapia adicional, la cual puede ser un dispositivo de asistencia ventricular, un trasplante o la recuperación del paciente.

## Indicaciones
ECMO es una técnica de soporte vital. Gracias a la circulación extracorpórea, esta técnica logra llevar a cabo la función de los pulmones y el corazón hasta que estos vuelvan a ser capaces de desarrollar sus funciones normales. Su uso fue pensado en un principio para el tratamiento de los lactantes y niños con insuficiencia pulmonar, y más tarde se empieza a utilizar en pacientes adultos con insuficiencia cardíaca.
El tratamiento ECMO es una técnica muy invasiva, por lo que resulta necesario seleccionar cuidadosamente a aquellos pacientes que necesiten someterse a este tratamiento. Entre las diversas complicaciones que pueden surgir, existe la posibilidad de sepsis fatal debido al acceso vascular invasivo, lo cual favorece la entrada de infecciones.
Los criterios para el inicio de ECMO incluyen insuficiencia cardiaca o pulmonar graves que pueden ser potencialmente reversibles. Algunos ejemplos para el comienzo de la terapia ECMO son los siguientes:
- Insuficiencia respiratoria hipoxémica con una relación de tensión arterial de oxígeno por fracción inspirada de oxígeno de menos de 100 mmHg a pesar de la optimización de los parámetros del ventilador.
- Insuficiencia respiratoria hipercápnica con un pH arterial < 7,20.
- Shock cardiogénico refractario.
- Paro cardíaco.
- Fallo en la desconexión de un bypass cardiopulmonar después de la cirugía cardíaca.
- Como una vía para un trasplante cardíaco o la colocación de un dispositivo de asistencia ventricular.
- Recientemente, uso del ECMO en el paciente con un daño demasiado grave a sistema respiratorio y con SIRA por COVId-19.

## Otros usos
El uso de ECMO en cadáveres puede aumentar la tasa de viabilidad para el trasplante de órganos.

## Organizaciones
Organización para el Soporte Vital Extracorpóreo: Extracorporeal Life Support Organization (ELSO).